# Carsioptychus
 (août 2024).
Carsioptychus coarctatus
Genre
Espèce
Carsioptychus est un genre fossile de mammifères herbivores de la famille des Periptychidae. Il vivait au début du Paléocène (il y a environ 66 à 63 millions d'années) et ses restes fossiles ont été découverts en Amérique du Nord. Ce genre n'est représenté que par une seule espèce, Carsioptychus coarctatus.

## Description

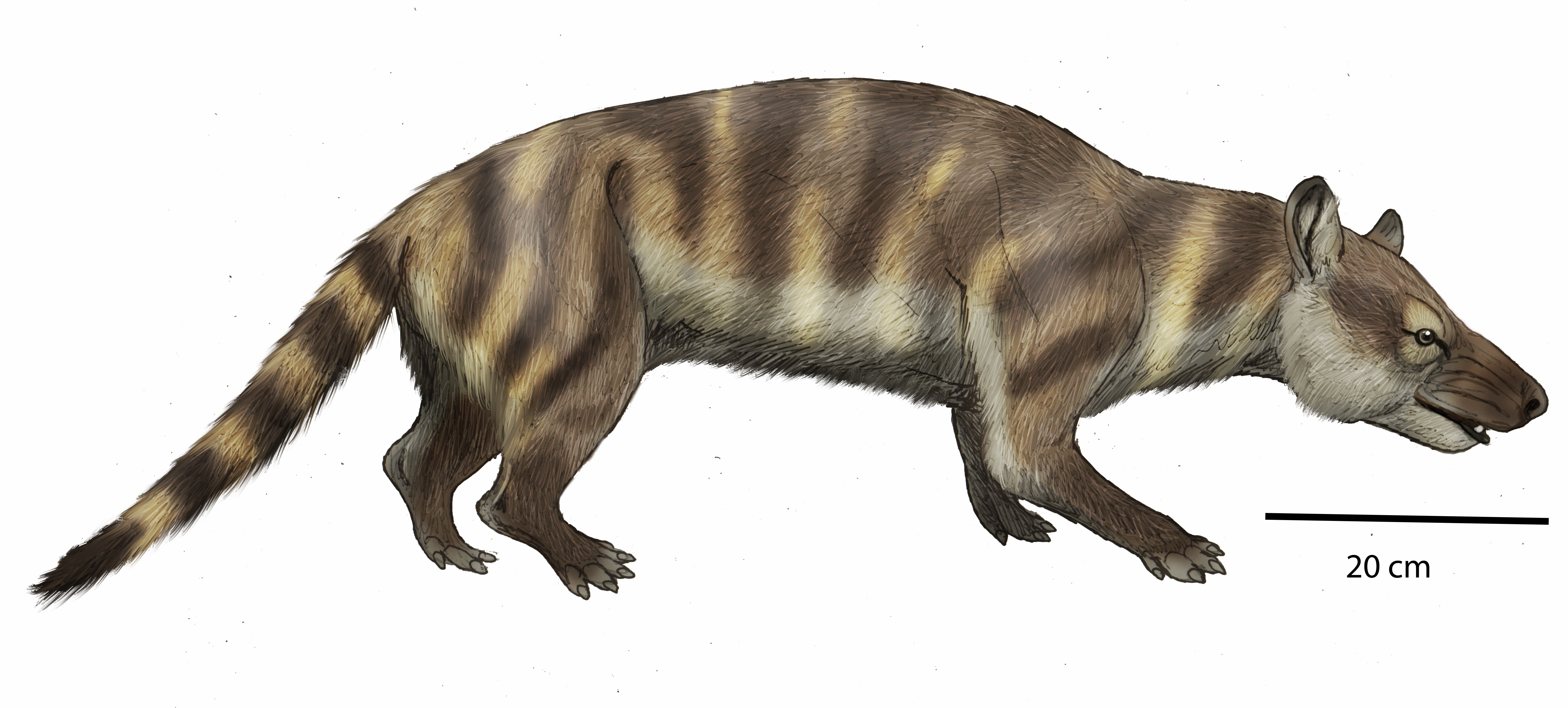
Reconstruction de Carsioptychus coarctatus.

Cet animal avait un crâne d'environ 15 à 20 cm de long et sa taille devait être celle d'un chien de taille moyenne. Par comparaison avec des animaux similaires tels que Periptychus et Ectoconus, on suppose qu'il avait un squelette assez robuste et une corpulence moyenne. Comparé à Periptychus, auquel il était étroitement apparenté, Carsioptychus était moins spécialisé au niveau de sa dentition : les dents étaient plus triangulaires et leur couronne plus oblique. Le crâne était également plus court que celui de Periptychus et il y avait une constriction postorbitaire considérable. De plus, la construction semble avoir été relativement plus mince.

## Classification
L'espèce Carsioptychus coarctatus a été décrite pour la première fois en 1883 par Edward Drinker Cope sur la base de restes fossiles trouvés dans la formation de Puerco au Nouveau-Mexique ; Cope, cependant, a attribué les restes à une nouvelle espèce du genre Periptychus (P. coarctatus). C'est ensuite George Gaylord Simpson, en 1936, qui établit le genre Carsioptychus pour cette espèce. Cependant, les similitudes entre Periptychus et Carsioptychus ont longtemps conduit plus d'un chercheur à considérer les deux formes comme congénères. Il est probable, cependant, que Carsioptychus soit peut-être une forme plus basale de Periptychus.
Carsioptychus et Periptychus sont deux représentants bien connus des Periptychidae, un groupe de mammifères apparu au début du Paléocène et qui s'est rapidement développé pour atteindre une grande taille (notamment avec Ectoconus).

## Paléobiologie

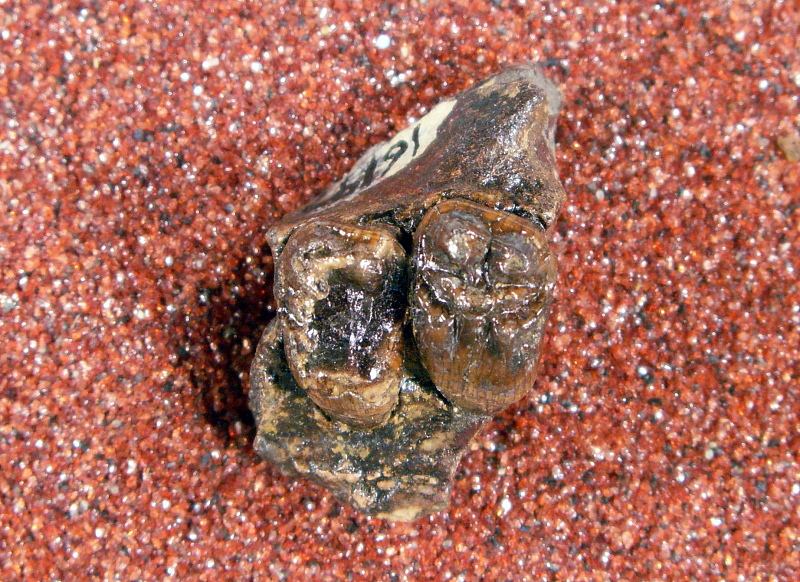
Dents de Carsioptychus hamaxitus (=C. coarctatus).

Carsioptychus semble avoir été un animal relativement peu spécialisé et probablement nourri de plantes assez coriaces.
Une analyse de l'encéphale par tomodensitométrie a indiqué que cet animal avait une structure archaïque du cerveau et de l'oreille interne, attribuable à la condition ancestrale des placentaires. Parmi les caractéristiques primitives figuraient les bulbes olfactifs unis, grands et élargis vers l'avant, un néocortex plutôt petit, le cerveau relativement lisse et la zone postérieure du cerveau de grandes dimensions par rapport au cerveau réel. Carsioptychus ne devait pas être particulièrement agile (les canaux semi-circulaires étaient de taille similaire à ceux des porcs d'aujourd'hui), mais son audition devait être dans la moyenne des placentaires existants.